# Transmembraaneiwit

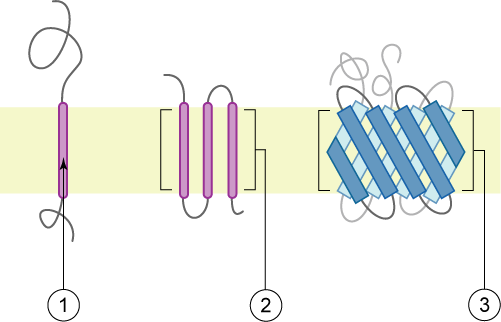
Eiwitten die de hele lipide dubbellaag overspannen zijn vaak opgebouwd uit ofwel een enkele α-helix (a), meerdere α-helices (b), of een bèta-barrelstructuur (c).

Een transmembraaneiwit (Engels: transmembrane protein) is een membraan-gebonden eiwit dat de volledige lipide dubbellaag overspant. Meestal steekt daarbij een deel van de eiwitstructuur uit aan weerszijden van het membraan. Een transmembraaneiwit heeft een kenmerkende hydrofobe regio; dit is het deel dat zich in de lipide dubbellaag bevindt door interacties met de hydrofobe vetzuurstaarten van de lipidemoleculen.
Uit de aminozuursequentie is vaak af te lezen welke delen van een eiwitketen in de lipide dubbellaag zit. Wanneer een eiwit een segment van 20–30 aminozuren bevat die samen relatief hydrofoob zijn, is dit een aanwijzing dat dit eiwit waarschijnlijk in een membraan is ingebed. Op basis hiervan wordt geschat dat ongeveer 30% van de eiwitten in diverse organismen transmembraaneiwitten zijn. Membraanreceptoren, ionkanalen en transporteiwitten zijn allemaal transmembraaneiwitten.

## Structuur en synthese
Het hydrofobe deel van een transmembraaneiwit dat in de dubbellaag ligt verankerd, heeft in veel gevallen een alfa-helixstructuur. Dit heeft te maken met het feit dat peptidebindingen polair zijn, en omdat er geen water voorkomt in de lipide dubbellaag, zullen de peptidebindingen gedwongen worden om waterstofbruggen met elkaar aan te gaan. Dit leidt tot een α-helixvouwing. De apolaire zijketens van de hydrofobe regio wijzen hierdoor naar buiten, richting het hydrofobe milieu binnen de lipide dubbellaag. De meeste transmembraaneiwitten bestaan echter niet uit een enkele α-helix, maar meerdere α-helices die samengepakt zijn tot een groot transmembraan-eiwitcomplex. Dit geeft ruimte voor de binding of passage van hydrofiele moleculen en ionen, en is dan ook vaak de architectuur die te zien is bij membraanreceptoren, ionkanalen en transporteiwitten.
De hydrofobe α-helices van veel single-pass membraaneiwitten dragen niet bij aan de vouwing van de domeinen aan weerszijden van het membraan. Het is dan ook vaak mogelijk alleen de cytosolische of extracellulaire domeinen van deze eiwitten te produceren als recombinante wateroplosbare moleculen. Dit is van groot belang bij het bij het onderzoek naar de structuur en functie van deze domeinen, vooral de domeinen van transmembraanreceptoren.
Transmembraaneiwitten worden gesynthetiseerd in het endoplasmatisch reticulum. Voor hun synthese is een signaalpeptide vereist.